# Parc national Cajas
Le parc national Cajas (en espagnol : Parque Nacional Cajas) est un parc national de l'Équateur, situé dans la province d'Azuay. D'une surface de 28 544 ha, il a été créé le 6 juin 1977. De par la présence de ses nombreux lacs, le parc forme un complexe de zones humides en haute altitude, dans la cordillère des Andes. Il est géré par la municipalité de Cuenca. Le parc est classé site Ramsar et réserve de biosphère. Elle fait partie des 759 réserves de biosphère réparties dans 136 pays et déclarées par l'UNESCO.

## Histoire

### Site archéologique
Entre les années 500 et 1450, le peuple Cañaris habite le parc. À la suite de la conquête de la région par les Incas, la ville royale de Tomebamba (actuelle Cuenca) est fondée. Un vestige d'un ancien chemin Inca traverse le parc, reliant les hauts plateaux et la côte. Ce sentier restauré est praticable pendant 4 km au sein du parc, entre la grotte de Luspa et le lac de Mamamag.

### Création du parc
Le parc est à l'origine créé en 1977 en tant que « zone nationale de loisir » (Área Nacional de Recreación). Il est déclaré parc national en 1996.

## Biodiversité

### Mammifères
43 espèces de mammifères sont présentes, notamment l'ours à lunettes,, Lycalopex culpaeus reissii, Chibchanomys orcesi, Coendou quichua, des pumas.

### Reptiles et amphibiens
15 espèces d’amphibiens (dont Pristimantis erythros) et 4 espèces de reptiles (dont Philodryas amaru) ont été recensées dans le parc.

### Avifaune
Le parc national de Cajas compte 152 espèces d'oiseaux. Parmi celles-ci, il est possible de citer le condor des Andes (Vultur gryphus), l'érismature des Andes, la mouette des Andes.

### Flore

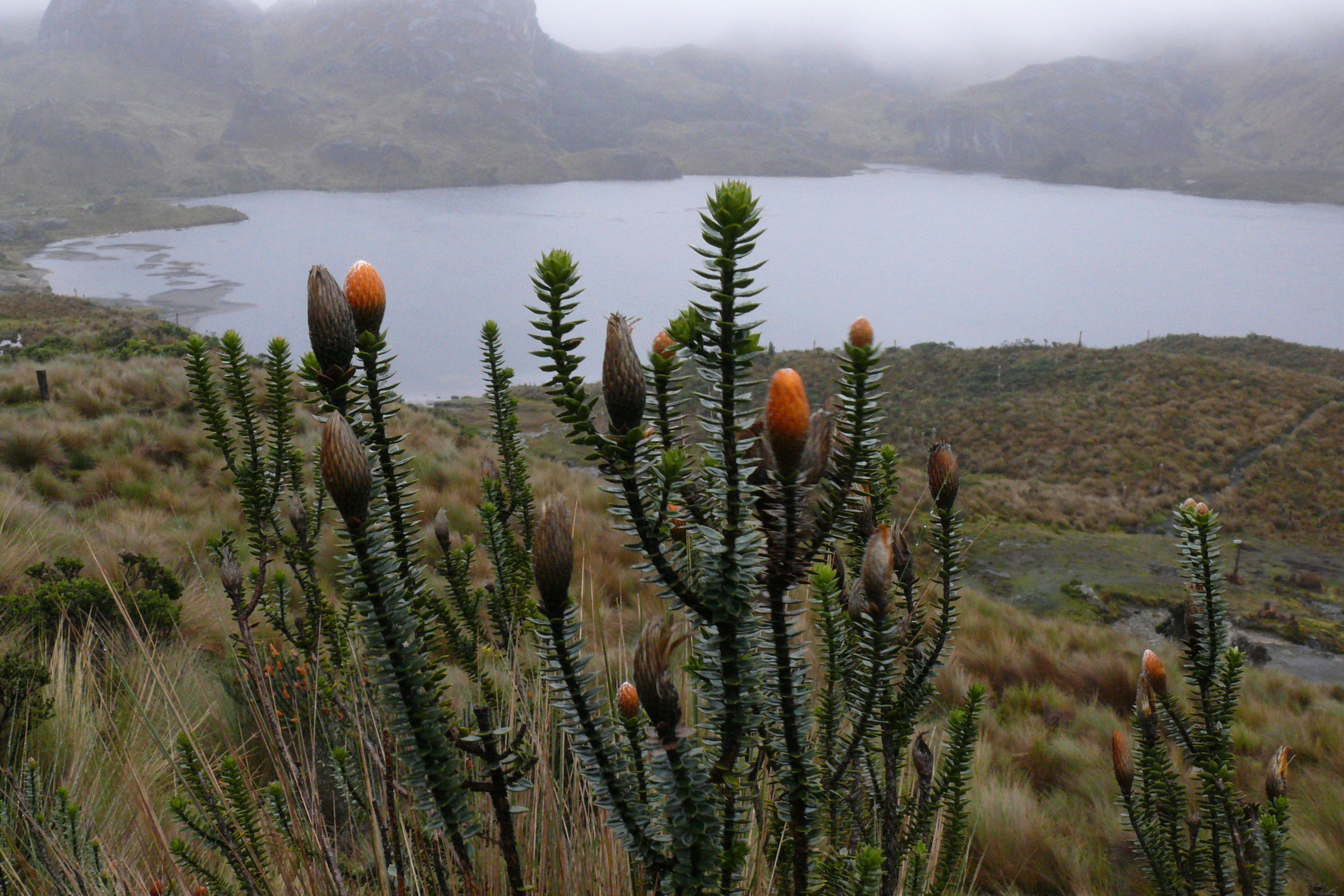
Une plante (Chuquiraga jussieui) à côté d'un lac du parc.

Le parc dispose d'environ 500 plantes vasculaires, réparties dans 243 genres et 70 familles. 71 espèces endémiques de l’Équateur sont situées dans le parc (Chacón et al., 2006).

## Hydrogéographie
Le parc constitue la source d'affluents importants, tels que les rivières Tomebamba, Mazán, Yanuncay et Migüir. Les lacs les plus importants sont Lagartococha, Osohuaycu, Mamamag ou Taitachungo, Quinoascocha, La Toreadora, Sunincocha, Cascarillas, Ventanas et Tinguishcocha.
Le parc est une ressource importante en eau potable pour la province d'Azuay.

## Désignations internationales
Le parc est classé site Ramsar depuis le 14 août 2008, notamment en raison de sa position géographique, constituant une zone de passage pour les oiseaux migrateurs,.
En outre, le parc constitue la principale zone centrale, de la réserve de biosphère du massif de Cajas, désignée par l'Unesco le 28 mai 2013.